# Urmas Rooba
Urmas Rooba, né le 8 juillet 1978 à Kaaruka (en) en Estonie, est un footballeur international estonien, qui évoluait au poste de défenseur. Il est le jeune frère de Meelis Rooba.

## Biographie

### Carrière de joueur
Urmas Rooba dispute 4 matchs en Ligue des champions, 11 matchs en Ligue Europa, et 4 matchs en Coupe Intertoto,.

### Carrière internationale
Urmas Rooba compte 70 sélections et 1 but avec l'équipe d'Estonie entre 1996 et 2008. 
Il est convoqué pour la première fois par le sélectionneur national Teitur Thórdarson pour un match de la Coupe baltique 1996 contre la Lettonie le 7 juillet 1996, où il marque son premier but en sélection durant cette rencontre (1-1). Il reçoit sa dernière sélection le 4 juin 2008 contre les îles Féroé (victoire 4-3).

## Palmarès
- Avec le Flora Tallinn
  - Champion d'Estonie en 1997-98 et 1998
  - Vainqueur de la Coupe d'Estonie en 1998
  - Vainqueur de la Supercoupe d'Estonie en 1998 et 2009

- Avec le FC Copenhague
  - Champion du Danemark en 2003, 2004 et 2006
  - Vainqueur de la Coupe du Danemark en 2004
  - Vainqueur de la Supercoupe du Danemark en 2004